# Minunata lume nouă
Minunata lume nouă (în engleză Brave New World) este un roman de Aldous Huxley. 
Autorul prezintă un sistem totalitar evoluat, motivat de dorința de stabilitate, care se impune prin manipulare, de la fertilizarea artificială, la condiționarea embrionului și fetusului prin nutriție și stimuli, iar după „decantare”, a copilului și adolescentului, prin lecturi nocturne și experiențe controlate de „ingineri emoționali”. Aceștia condiționează reflexe și imprimă prejudecăți profunde. Oamenii sunt formați de puterea benevolă (nu prin teroare) să caute consolarea consumului, renunțând de bunăvoie la autonomie intelectuală pentru confort și fericire. 
Societatea este structurată în caste, iar „stabilitatea, pacea și libertatea“ sunt garantate. Folosirea pe scara largă a drogului euforizant „soma”, care induce o senzație de plăcere și mulțumire, este incurajată pentru a menține stabilitatea socială, într-o lume ajunsă la deplina sa stabilitate dar și la o totală despiritualizare. În această societate, Henry Ford, cel care a introdus producția în serie pe bandă rulantă folosind componente standardizate, este profetul respectat. Acțiunea se petrece în anul 632 D.F. (după Ford, sau 2540 d. Hr.). 

## Publicare și impact
Prima ediție a fost publicată în 1932 la editura Chatto & Windus din Londra. Romanul a apărut frecvent pe diferite liste cu cele mai bune 100 de romane în limba engleză. 
Scrierea romanului a fost motivată de incompatibilitatea consumerismului și creșterea continuă a populației cu resursele limitate. Romanul poate fi văzut ca o fabulă îndreptată împotriva societății de consum. Alternativa în societatea indienilor, nu e arătată ca un răspuns la toate problemele (de exemplu, beția Lindei, murdăria și sărăcia oamenilor care trăiesc în rezervație), și este definită prin negarea societății consumeriste supra-organizate. Propunerea autorului subversiv, căutând „o intensificare și rafinare a conștiinței, o lărgire a cunoașterii”, și o dorință pentru artă, știință, și religie, chiar dacă necesită o luptă de care altfel oamenii ar fi scutiți, este cenzurată de „controlor”.
„ Toate eforturile au fost făcute pentru a vă ușura viețile emoționale, pentru a preveni în măsura posibilităților ca voi să aveți orice emoții.”—Controlorul, adresându-se unui grup de tineri în vizită
Dezvoltarea bioingineriei a dat romanului o neașteptată doză de realism și a făcut posibile unele din conceptele cele mai fabuliste la momentul publicării. În prezent, nu este cunoscută o limită fundamentală în bioinginerie care să facă imposibilă producerea de oameni pe bandă rulantă, animale au fost clonate iar fertilizarea artificială este practicată pe scară largă. Totuși, un astfel de program totalitar este mai greu de pus în practică și mai vulnerabil la revoltă pentru că bioingineria și persuasiunea necesită tehnologii și metode sofisticate, în contrast cu teroarea, iar roboții industriali și automatizarea au înlocuit nevoia de a avea oameni care să îndeplinească la nesfârșit activități simple în liniile de producție.
Romanul arată persuasiunea într-un exemplu extrem, cealaltă componentă, mai prevalentă dar mai puțin cunoscută decât teroarea, prin care un sistem totalitar își atinge scopul de a controla societatea.
Titlul romanului este dat de entuziasta exclamație a Mirandei din piesa de teatru Furtuna de William Shakespeare 
„O minunată lume nouă în care trăiesc astfel de oameni!”
pe care „sălbaticul” John o repetă, inițial cu admirație pentru lumea pe care urma să o descopere și, înainte de revolta lui, ca pe o chemare interioară la acțiune.

## Rezumat
Rezultatul condiționării sunt oameni care sunt împotriva familiei și iau pastile „soma” care minimizeză emoțiile negative reziduale pe care le au. Normele sociale sunt inversate, ca și echilibrul inginerilor de rachete care, ca să își îndeplinească sarcinile mai ușor, sunt condiționați să fie cu adevărat fericiți doar atunci când stau în cap. 
Organizarea socială este pe caste din oameni de tip alfa, beta, gama, delta și „semi-tâmpiți” epsilon, ultimele trei multiplicate prin divizarea ovulului fertilizat și intenționat degradate intelectual înainte de „decantare”. Interesul grupului primează asupra individualului, oamenii trăiesc în prezent și ignoră trecutul, o caracteristică comună a sistemelor totalitare. Religia creștină este înlocuită de cultul lui Henry Ford, inventatorul modelului T, un semn care înlocuiește semnul crucii și pe care oamenii consumeriști și manipulabili și-l fac acum, logic, pe burtă.
Directorul Centrului de Incubare și Condiționare, Bernard Marx din Biroul de Psihologie al centrului, Henry Foster care lucrează în incubator, inginerul emoțional Helmholtz Watson, „controlorul” Mustafa Mond, „penumatica” Lenina Crowne și prietena ei Fanny sunt câteva personaje din această societate. 
Un „sălbatic” (John) este găsit împreună cu mama lui (Linda), pierdută cu mult timp înainte într-o rezervație de indieni din New Mexico. E adus în Londra și se îndrăgostește de Lenina. Ea îi răspunde, dar ei nu se înțeleg pentru că vin din lumi foarte diferite. Sălbaticul John virtuos și cast refuză viața surogat care i se propune într-o lume străină, recitând cu aplomb din Shakespeare. 
Linda moare visând la Pope, amantul ei din rezervație. Descumpănit, sălbaticul se revoltă. Poliția intervine și se impune, în principal prin persuasiune. Sălbaticul este arestat împreună cu Bernard Marx and Helmholtz Watson, cei doi oameni care îi împărtășesc parțial opiniile. Aceștia sunt exilați, dar sălbaticul este lăsat liber pentru a servi ca exemplu. 
Sălbaticul decide să redevină un rustic. Cultivă o grădină de zarzavaturi în apropierea Londrei și vânează cu un arc și săgeți pe care le pregătește cu o mândrie deosebită. Rupt între cele două lumi, o tratează cu cruzime pe Lenina care vine să îl vadă, după care își ia viața. Astfel, romanul se termină într-o tragedie care îi face pe oameni și mai manipulabili.